# 马诺1号
马诺1号是在以色列加利利马诺洞穴中发现的一個早期现代人头盖骨。 它于2008年被发现。 根據放射性定年法，马诺1号大约有54,700年的历史，马诺洞穴所在地當時正值莫斯特文化晚期。马诺1号被认为是旧石器时代晚期的克羅馬儂人的直系祖先。 